# Alberto Colombo
Alberto Colombo (Varedo, 23 febbraio 1946 – Monza, 7 gennaio 2024) è stato un pilota automobilistico italiano.

## Carriera
Nel 1974 divenne Campione italiano in Formula 3. Nel 1975 passò alla Formula 2, al volante di una March con motore BMW della Trivellato Racing, ottenendo un punto nel Gran Premio di Nogaro.  L'anno seguente, sempre con la March-BMW ottenne un altro punto (all'Estoril). Il 1977 fu la sua migliore annata con 18 punti (terzo al Mugello) arrivando ottavo nella classifica finale. Raggiunse il secondo posto dietro Riccardo Patrese nel campionato Italiano di Formula 2.
Nel 1978 fece il grande salto verso la Formula 1. Gunther Schmidt lo contattò per sostituire Jean-Pierre Jarier alla ATS. Due mancate qualificazioni (Gp del Belgio e di Spagna) gli fecero perdere il volante della vettura tedesca. Un'altra possibilità gli si aprì quando Arturo Merzario lo scelse per schierare una seconda vettura a Monza. Tuttavia, non riuscì a prequalificarsi. Nel 1978 non abbandonò del tutto l'impegno in F2, ove conquistò 11 punti con una March-BMW della San Remo Racing.
Anche nelle due stagioni seguenti Colombo partecipò alla Formula 2, sempre con la San Remo Racing, conquistando 8 punti nel 1979 (terzo a Thruxton) e 9 nel 1980 (terzo a Hockenheim). Nella seconda stagione impiegò nelle ultime gare una Toleman-Hart e con questa vettura a Monza, in una gara non valida per il Campionato Europeo ma con tutti i protagonisti della stagione al via, giunse secondo in volata, dietro a Warwick e davanti a Paletti. Dichiarò in seguito di avere la quasi certezza di poter succhiare la scia all'altra vettura gemella di Warwick nel finale, ma che gli attacchi dell'ottimo Paletti lo costrinsero a pensare a difendere la sua seconda posizione, impedendogli di dedicarsi al sorpasso.
Colombo avrebbe naturalmente desiderato vincere nella sua Monza in quello che sarebbe stato il suo ultimo impegno importante: dopo questa corsa ci fu ancora, in effetti, il tentativo di far correre una Formula 1 inedita, la Riviera, progetto per un nuovo team che inizialmente avrebbe dovuto vederlo al tempo stesso sia impegnato nell'organizzazione della scuderia, sia al volante. Alcune situazioni legate a sponsor venuti meno, come successivamente emerse in un articolo del 2020 su Autosprint a firma di Mario Donnini, fecero interrompere il progetto già molto avanzato.
Morì a Monza all'età di 78 anni, dopo una lunga malattia, il 7 gennaio 2024.

## Risultati in Formula 1
| 1978 | Scuderia       | Vettura               |  |  |  |  |  |    |    |  |  |  |  |  |  |     |  |  |  | Punti | Pos. |
| ---- | -------------- | --------------------- |  |  |  |  |  | -- | -- |  |  |  |  |  |  | --- |  |  |  | ----- | ---- |
| 1978 | ATS e Merzario | ATS HS1 e Merzario A1 |  |  |  |  |  | NQ | NQ |  |  |  |  |  |  | NPQ |  |  |  | 0     |      |

| Legenda | 1º posto     | 2º posto | 3º posto    | A punti         | Senza punti/Non class.  | Grassetto – Pole position Corsivo – Giro più veloce |
| Legenda | Squalificato | Ritirato | Non partito | Non qualificato | Solo prove/Terzo pilota | Grassetto – Pole position Corsivo – Giro più veloce |